# Charinus wanlessi
Charinus wanlessi är en spindeldjursart som beskrevs av Simon 1892. Charinus wanlessi ingår i släktet Charinus och familjen Charinidae. Inga underarter finns listade i Catalogue of Life.